# Autopista M-30

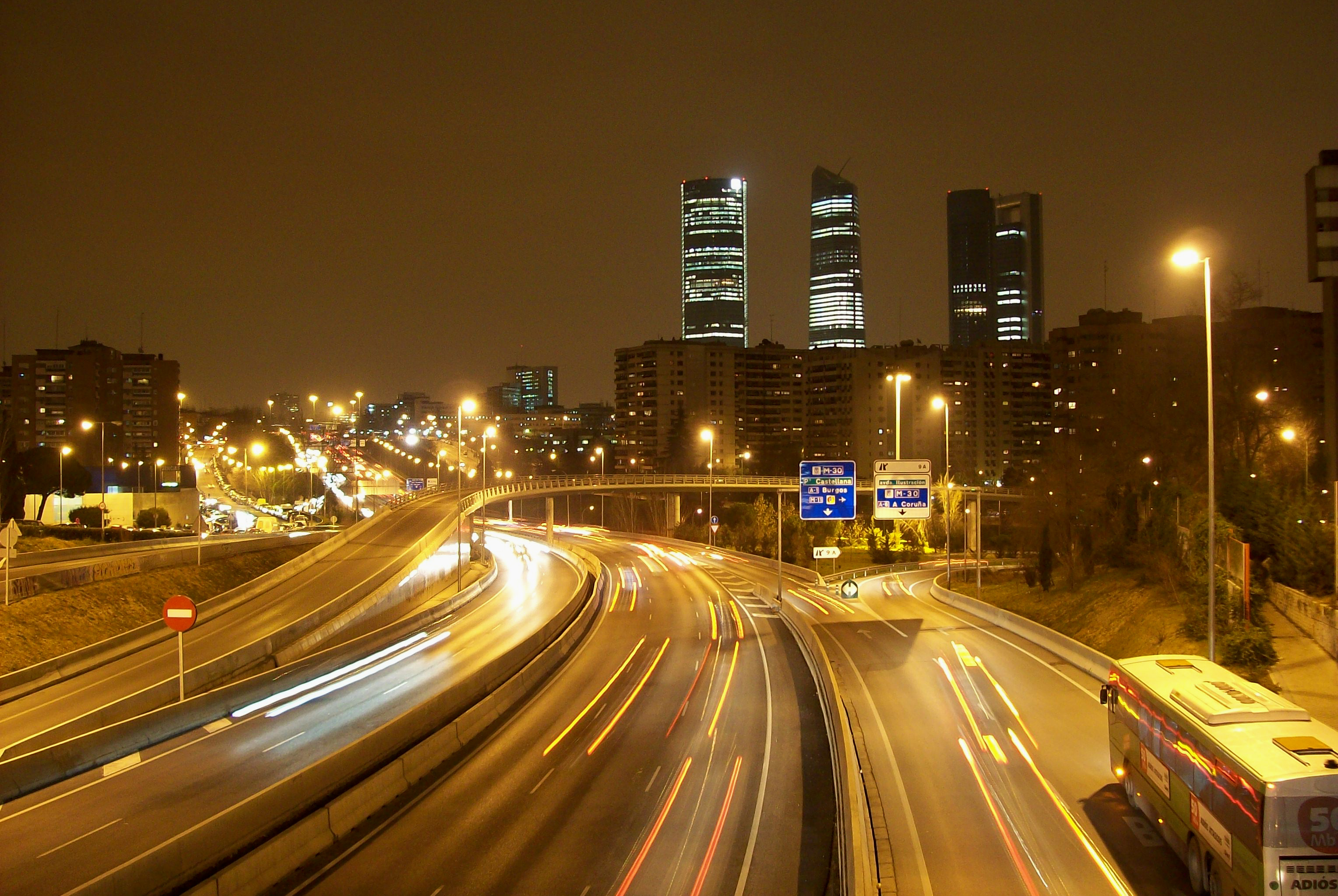
M-30

La M-30 di Madrid è una autopista (autostrada) a forma di anello lunga 32,5 km, che circonda la zona interna della capitale spagnola (la cosiddetta almendra). È l'unica autopista gestita da un comune.
Generalmente, ha tre corsie per senso di marcia, integrate in alcune parti da due complanari. Collega le principali strade nazionali spagnole che iniziano a Madrid.

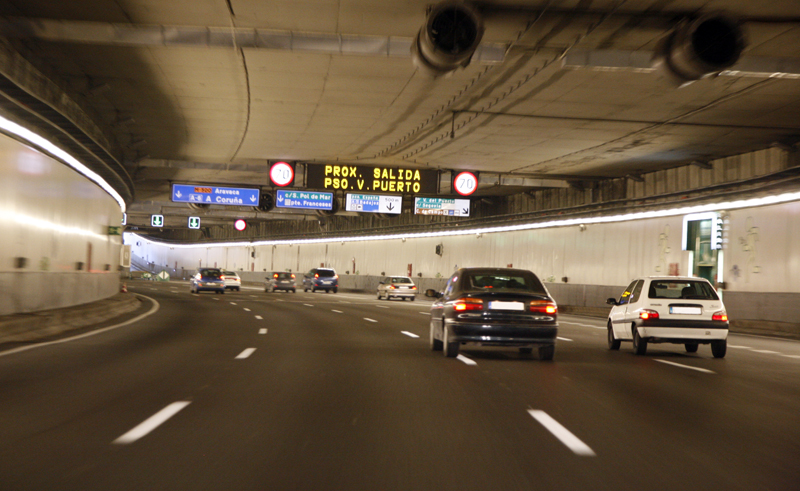
Un tratto della M30 interrato nel 2008

La M-30 è la strada spagnola più trafficata, famosa per i suoi ingorghi e circondata da numerosi punti di riferimento come la Torrespaña (sede della televisione spagnola), la sede nazionale dell'IBM, la moschea della M-30 e lo Stadio Vicente Calderón.
La sua costruzione iniziò negli anni sessanta e richiese l'interramento del fiume Abroñigal, necessario per evitare le inondazioni in quanto la strada attraversa la parte più bassa della città. Negli anni settanta fu aperto il tratto più importante tra lo svincolo di Manoteras e quello di Nudo Sur, collegando Avenida de Andalucia e l'Autovía A-4.
Negli anni novanta, l'anello stradale venne completato con la costruzione del tratto tra Avenida de la Ilustración (l'unico tratto della strada con un semaforo) e lo svincolo di Puerta de Hierro.